# Psammophis schokari
Psammophis schokari là một loài rắn trong họ Rắn nước. Loài này được Forskal mô tả khoa học đầu tiên năm 1775.

## Hình ảnh

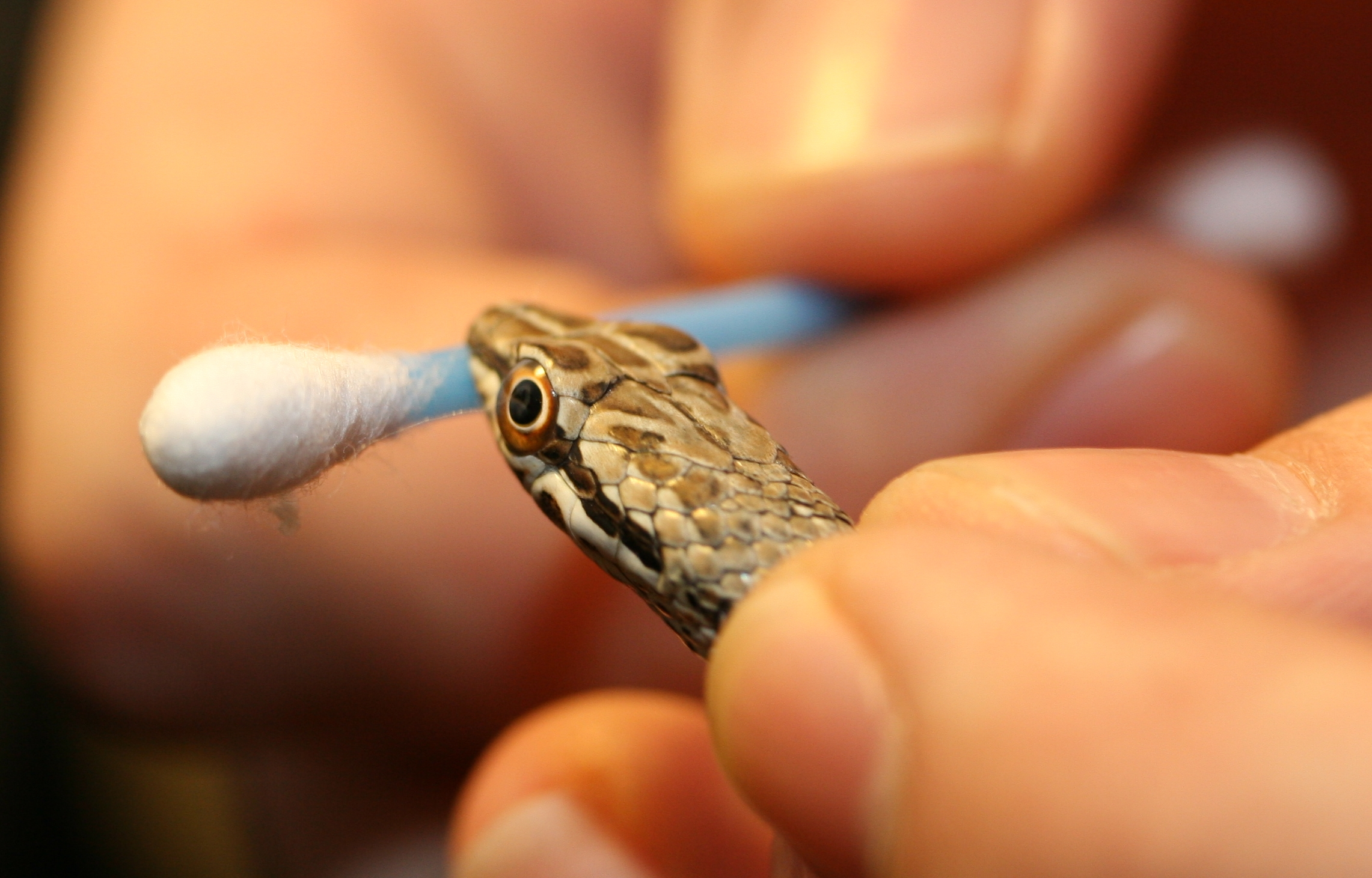
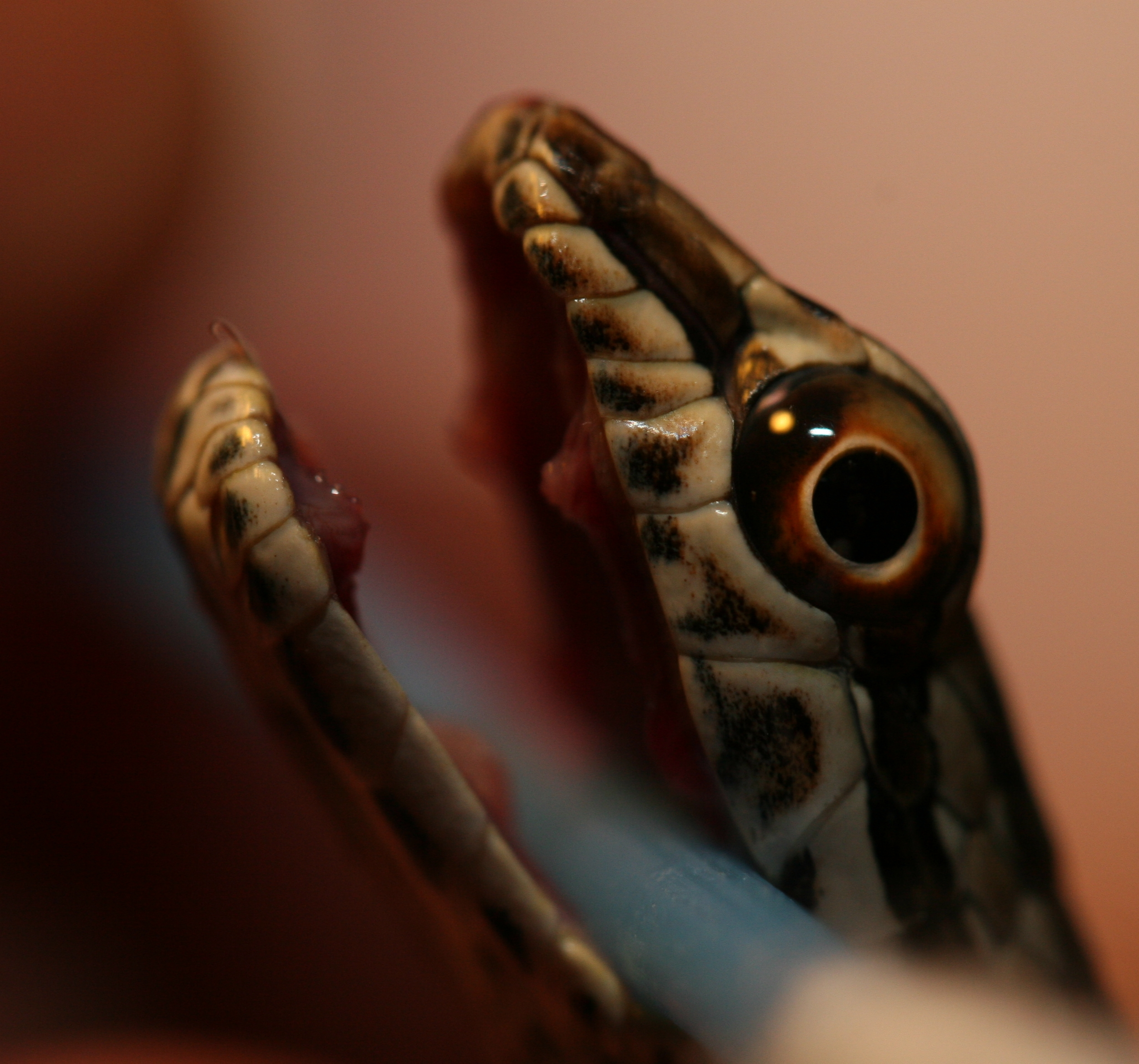
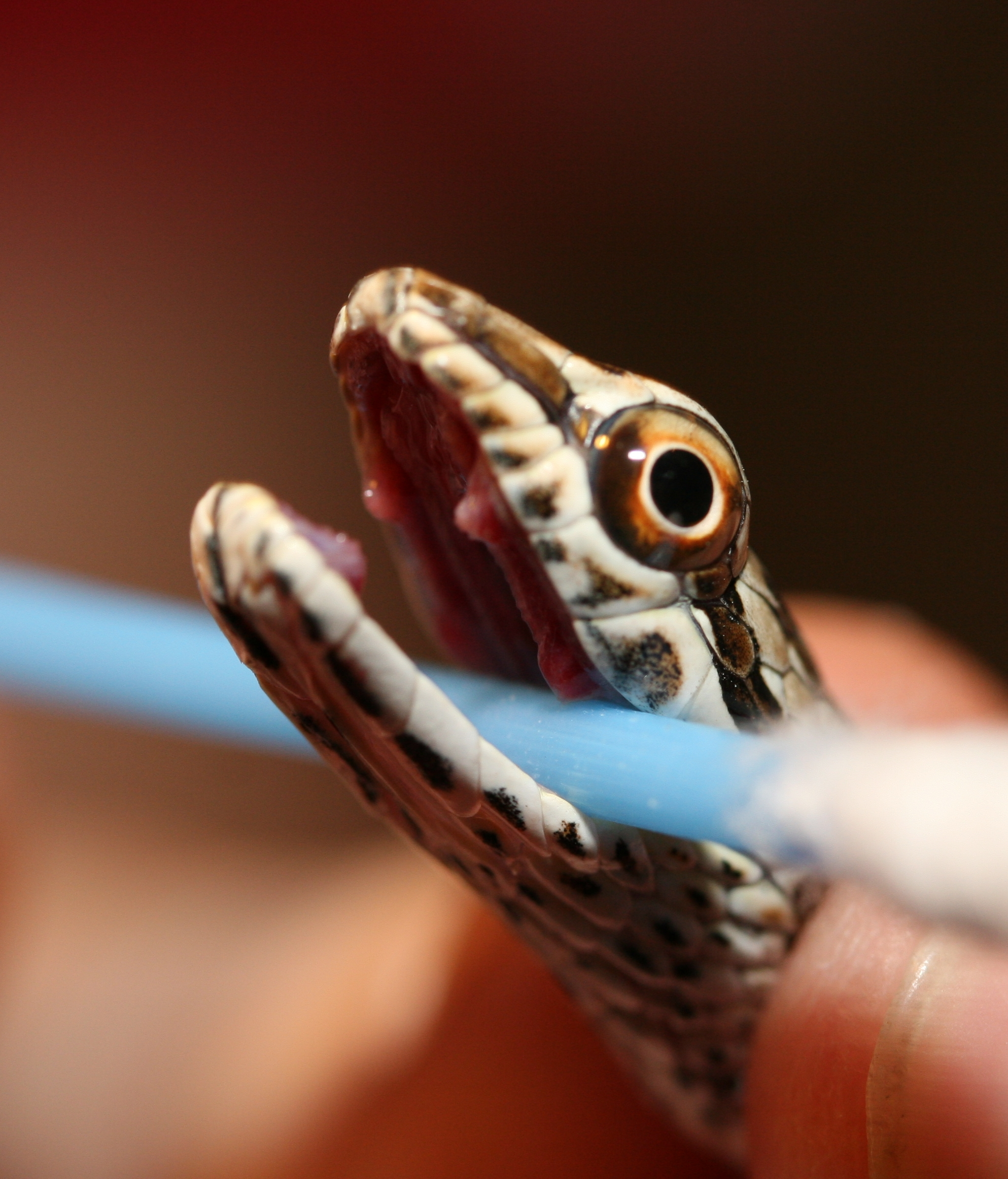
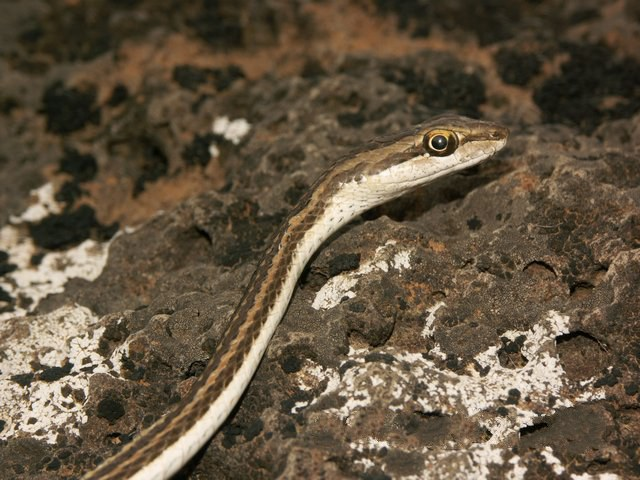